# 麒麟來了
《麒麟來了》，日本放送協會製作的第59部大河劇，自2020年1月19日起，於日本時間每週日晚間八點在NHK綜合頻道播出，由長谷川博己主演。

## 故事內容和簡介
自應仁之亂以來，下剋上之風迭起，在這兵連禍結之世，人們無不將安居樂業之願，寄託於瑞獸麒麟，祈盼祂降臨廓清四宇、撫平瘡痍。時值群雄逐鹿，主人公明智光秀亦尋覓著麒麟，展開其波瀾跌宕的一生。

## 登場人物

### 主角
- 明智光秀

演出：五十嵐陽向（幼年）→ 長谷川博己
通稱十兵衛。胸羅文韜武略，作戰果敢當先，以此渥眷於軍轅。身處豺狼之道，心繫塗炭生靈，為解民倒懸，不惜背上篡弒惡名。

### 明智家
- 熙子

演出：古川凛（幼年）→ 木村文乃
與光秀鶼鰈情深的妻子，温婉贤淑，伉俪情深。
- 明智光安

演出：西村雅彥
光秀之叔父。謹小慎微，掛慮家族之存亡絕續。
- 明智光綱（日语：明智光綱）

演出：尾關伸次
光秀之父。
- 牧

演出：石川小百合
光秀之母。代亡夫誡諭兒子，一言一行都須合武士箴鑑。
- 阿岸

演出：喜多紗弓（嬰兒）→ 寶邊花帆美（幼年）→ 白鳥玉季（童年）→ 平尾菜菜花（少女）→ 天野菜月
光秀長女。
- 阿玉

演出：伴野里奈（嬰兒）→ 志水心音（幼年）→ 竹野谷咲（童年）→ 蘆田愛菜
光秀次女。
- 十五郎（日语：明智光慶）

演出：深川大賀（嬰兒）→ 石塚陸翔
光秀之子。
- 明智左馬助／秀滿

演出：間宮祥太朗
光安之子。誓與從兄同舟共濟，一心協贊之。
- 藤田傳吾

演出：德重聰
明智家宿老，愚直勇猛，事君至忠。
- 齋藤利三

演出：須賀貴匡
明智家宿老，累經戰陣的赳赳干城。
- 佐助／木助／與八

演出：植木祥平／水野智則／鈴木信二
光秀的侍從。
- 阿常

演出：生越千晴
牧的侍女。

### 尾張國
- 織田信秀

演出：高橋克典
信長之父。憑據海運獲豐厚財力，以為開疆拓土後盾，爭鋒與美、駿之間，為子奠下崛起的基礎。
- 土田御前

演出：檀麗
信秀繼室。疏遠舉止乖誕、被視為傻瓜的長子信長，而偏愛其弟信勝，從而埋下兄弟鬩牆的種因。
- 織田信長

演出：染谷將太
勢如摧枯拉朽，行若飆風迅雷，高舉「天下布武」，欲執牛耳於京洛，垂成時遇光秀之叛，命殞本能寺。
- 歸蝶

演出：川口春奈
道三之女，被父當作擴張籌碼，與信長政略聯姻。
- 織田信忠

演出：加藤矢紘（幼年）→ 柴崎楓雅（童年）→ 井上瑞稀
信長嫡男。丕承王業，屢建懋勛，驟然變起，隳毀殆盡。
- 織田信勝

演出：木村了
信長之弟。通書達禮，為眾臣屬望而窺伺君位，惹來夷滅之災。
- 織田信廣

演出：佐野泰臣
信秀庶長子。失利於安城合戰，為敵俘擄。
- 織田信興

演出：增本尚
信長之弟，殉於長島一向一揆。
- 織田信康

演出：清家利一
信秀之弟，犬山城主，殉於加納口之戰。
- 織田信光

演出：木下鳳華
信秀之弟，守山城主。
- 織田彥五郎

演出：梅垣義明
尾張下四郡守護代，清須城主。阻礙分家凌越其上，被信長窘逼而絕滅。
- 斯波義統

演出：有馬自由
尾張傀儡守護。
- 斯波義銀

演出：松田周
義統之子，為報父仇而投奔信長。
- 平手政秀

演出：上杉祥三
信秀重臣，信長傅役。
- 毛利十郎

演出：佐藤誠
織田家家臣，陣亡於加納口。
- 千秋季光

演出：金井良信
熱田神宮大宮司。
- 柴田勝家

演出：安藤政信
織田家譜代家老。遘逆得恩宥，征掠樹殊勳。
- 丹羽長秀

演出：松田賢二
織田家次席家老。總釐庶務，籌糧興土，裨益諸將。
- 佐久間盛重

演出：室山和廣
信勝的家老。
- 佐久間信盛

演出：金子統昭
織田家重臣。以赫赫戰功而陟升，又以碌碌無為而見黜。
- 村井貞勝

演出：廣田高志
織田家家臣。
- 木下藤吉郎 → 羽柴吉

演出：佐佐木藏之介
出身寒微而富機敏，蒙信長破格拔擢，一步步躋升大名之林。與光秀亦敵亦友，是信長遺緒的繼承者。
- 前田利家

演出：入江甚儀
赤母衣眾，勝家麾下的與力。不避刀矢作榮身之階，終封土列侯。
- 佐佐隼人正

演出：內浦純一
成政之兄。率寡兵突襲今川，當即戰死。
- 佐佐成政

演出：菅裕輔
黑母衣眾，勝家麾下的與力。
- 中條家忠

演出：野添義弘
織田家家臣。
- 毛利長秀

演出：竹井亮介
織田家家臣。
- 簗田政綱

演出：內田健司
織田家家臣。偵察敵情，吹響桶狹間捷報的號角。
- 毛利新介

演出：今井翼
馬廻。效死廝殺桶狹間，斬獲義元首級。
- 服部小平太

演出：池田努
馬廻。酣戰桶狹間，直指義元以邀功。
- 森蘭丸

演出：板垣瑞生
小姓。
- 阿仲

演出：銀粉蝶
吉之母。

### 美濃國
- 土岐賴藝

演出：尾美利德
美濃守護，繪鷹妙手。兩逐兄長奪嫡位，為鞏固治權而登用道三，豈料引狼入室，自食苦果。
- 土岐賴純

演出：矢野聖人
土岐賴武之子，賴藝之姪。與叔父相攻不休，一度克復守護職，卻被道三鴆殺。
- 齋藤道三／利政

演出：本木雅弘
以夤緣發跡，恃狡智竊國，人稱之「蝮蛇」。操詭詐之術屹立不敗之地，為敵畏憚三分。
- 小見之方

演出：片岡京子
道三正室，濃姬之母。
- 深芳野（日语：深芳野 (斎藤道三側室)）

演出：南果步
賴藝為示恩寵，割愛賜予道三的側室，義龍之母。
- 齋藤義龍／高政

演出：伊藤英明
道三之子，驍黠不遜於父。疑忌身世而與道三生隙，終釀成骨肉相殘的悲劇。
- 齋藤孫四郎（日语：斎藤孫四郎）／齋藤喜平次（日语：斎藤喜平次）

演出：長谷川純／犬飼直紀
道三之子。受父鍾愛甚於兄長，為免廢長立幼之虞而被殺。
- 稻葉良通

演出：村田雄浩
輔弼齋藤三代，又鑒於龍興之不逮，便另擇明主。
- 長井秀元（日语：長井秀元）

演出：春田純一
齋藤家家老。
- 日根野弘就

演出：山本浩貴
義龍的重臣。為主翦除爭嗣之患，戮其二弟。
- 日運（日语：日運）

演出：有福正志
日蓮宗常在寺住職。

### 駿河國
- 今川義元

演出：片岡愛之助
叱吒東海道的強國大名，躊躇滿志地揮軍尾張，然遭桶狹間奇襲，平生功業遂盡葬於此。
- 太原雪齋

演出：伊吹吾郎
義元倚為股肱的軍師。
- 朝比奈親德（日语：朝比奈親徳）

演出：山口馬木也
今川家重臣。
- 鵜殿長照

演出：佐藤誓
今川家戚臣，大高城城代。

### 甲斐國
- 武田信玄

演出：石橋凌
虎視八荒、以熊羆之師自矜，使信長芒刺在背，卻難違天命的雄主。

### 三河國
- 松平廣忠

演出：淺利陽介
岡崎城主，家康之父。依附今川以禦織田，並以子作質。
- 於大之方

演出：松本若菜
廣忠正室，家康之母。
- 松平竹千代 → 松平元信 → 松平元康 → 德川家康

演出：岩田琉聖（幼年）→ 池田優斗（少年）→ 風間俊介
歷經漫漫人質歲月，從中悉知弱者立足之理，藉著藏光用晦蓄力，坐待攫取天下之時。晚年肇創江戶幕府，開三百年偃武修文之世。
- 築山殿

演出：小野百合子
家康正室。行徑忤慢，為媳告發，自取其咎。
- 源應尼

演出：真野響子
家康的祖母，哀憐幼孫煢煢而哺育之。
- 水野信元

演出：橫田榮司
於大之兄。
- 菊丸

演出：岡村隆史
偽裝農民的忍者。神出鬼沒，屢救助光秀於危難中。

### 丹後國
- 細川藤孝

演出：真島秀和
光秀盟友及兒女親家，當代無匹的飽學名士。竭文武之資匡持幕府，惟時勢所趨，竟與光秀分道揚鑣。
- 細川忠興

演出：望月步
藤孝之子，阿玉之夫。丈人造釁，琴瑟夢斷，截髮錮妻，隔閡日增。
- 松井康之（日语：松井康之）

演出：渡邊亮
細川家家臣。

### 越前國
- 朝倉義景

演出：中山裕介
越前守護。耽於領國的繁庶，利用光秀與幕府虛與委蛇。
- 小宰相

演出：原田佳奈
義景的愛妾。
- 阿君丸（日语：朝倉阿君丸）

演出：森優理斗
義景早夭的嫡男。
- 朝倉景鏡

演出：手塚通
朝倉家重臣。居心叵測，以致見風轉舵，倒戈弒主。
- 山崎吉家

演出：榎木孝明
朝倉家家老。
- 宇野市兵

演出：劍持直明
朝倉家家臣。

### 近江國
- 淺井長政

演出：金井浩人
厲兵秣馬鎮江州，棄姻盟而聯夙盟，辟易織田於金崎，卻仍落得湮亡的下場。
- 阿市

演出：井本彩花
長政正室，信長之妹。

### 河內國
- 三好長慶

演出：山路和弘
攝津守護代，脅君而鯨吞畿內四國。
- 三好義繼

演出：黑部弘康
長慶之子。
- 三好長逸（日语：三好長逸）／三好宗渭／岩成友通（日语：岩成友通）

演出：宮原獎伍／／高野弘樹
合稱「三好三人眾」的僭臣。

### 大和國
- 松永久秀

演出：吉田鋼太郎
陰鷙酷厲，叛服無常，是與道三堪比的梟雄。
- 筒井順慶

演出：駿河太郎
筒井城主。折衝禦侮衛家邑，歸屬光秀封上邦，坐山觀鬥負厚誼。

### 丹波國
- 波多野秀治

演出：白畑真逸
八上城主。既降復叛，俘後磔殺。
- 荒木

演出：菅原永二
波多野氏家臣，主家覆滅後降服光秀。

### 攝津國
- 荒木村重

演出：松角洋平
有岡城主。遽然興叛，隅抗不支，畏罪潛逃。

### 播磨國
- 黑田官兵衛

演出：濱田岳
吉的軍師。

### 室町幕府
- 足利義輝

演出：向井理
第13代將軍。嘗憂患而磨礪堅志，習劍法而欲斬姦邪，執干戎而圖誅暴亂，施綏柔而期振威權，卻在中興有望時，為賊徒侵陵致死，史稱「永祿之變」。
- 足利義榮

演出：一之瀨颯
第14代將軍。受三好餘孽扶植，旋即溘逝。
- 足利義昭

演出：瀧藤賢一
第15代將軍。棄佛還俗落魔境，不甘踐阼仍受挾，圍擊信長終不濟，攏絡勢豪亦泡影，半生顛躓徒唏噓。
- 細川晴元

演出：國廣富之
近畿管領。掌握幕政權柄，苦三好氏尾大不掉，與之纏鬥以至衰耗。
- 三淵藤英

演出：谷原章介
藤孝異母兄。披肝瀝膽奉將軍，怒弟變節而與之決裂。
- 攝津晴門（日语：摂津晴門）

演出：片岡鶴太郎
政所執事。因循守舊，怙惡不悛。
- 一色藤長

演出：上杉柊平
義昭近臣。
- 細川藤賢

演出：島英臣
義昭近臣。
- 渡邊民部（日语：渡辺元）

演出：岩田丸
義昭近臣。
- 三上

演出：本田大輔
將軍側近。
- 貞永久四郎

演出：二橋進一
藤英家臣。

### 朝廷
- 正親町天皇

演出：須藤琉偉（少年）→ 坂東玉三郎
第106代天皇。生逢朝綱式微，為信長所奉，與其互惠，各取所需。
- 誠仁親王

演出：加藤清史郎
皇太子。
- 近衛前久

演出：本鄉奏多
五攝家筆頭，踔厲奮發的少年關白，庸腐公卿中的異數，紆尊降貴而斡旋諸國。
- 二條晴良（日语：二条晴良）

演出：小籔千豐
前關白。戀棧權位，與前久互生齟齬。
- 三條西實澄（日语：三条西実枝）

演出：石橋蓮司
大納言，滿腹經綸，精研歌趣。藉由太夫從中應酬，搭成朝野間的橋梁。

### 僧侶
- 覺恕法親王

演出：春風亭小朝
天台座主。慾深谿壑，比叡山燒討時狼狽而逃。
- 僧正

演出：緒方賢一
勾結政所、蠱惑公方，欲阻撓築城工事。
- 淨實

演出：鷹尾秀敏
東大寺僧。
- 顯如

演出：武田幸三
一向宗門主。香火裊裊，金革蜂聚，倥傯十載，頃刻流散。
- 日海

演出：佐佐木睦
寂光寺住職，弈棋名人。

### 其他人物
- 望月東庵

演出：堺正章
京都醫師，乍看頹唐落魄，實則人脈廣闊，世故圓熟，癖嗜雙六，常為光秀指點迷津。
- 駒

演出：田中乃愛（幼年）→ 門脇麥
戰亂遺孤，東庵的助手。強忍家破人亡之痛，虔誠仰望著麒麟。
- 伊呂波太夫

演出：田中悠愛（幼年）→ 尾野真千子
賣藝旅人之座長，巡遊各國、來往於公家的奇女子。
- 今井宗久

演出：陣內孝則
堺市豪賈，茶道名流。
- 島井宗室（日语：島井宗室）

演出：花柳壽樂
博多商人。
- 芳仁

演出：柳原晴郎
駒的針灸病患，傳授她藥丸配方。
- 盜賊頭領

演出：本宮泰風
- 辻屋宗次郎

演出：大塚明夫
堺市鐵砲商人。
- 竹造

演出：矢部享祏
京的酒鋪主。
- 美紀／梅（ウメ）

演出：安藤聖／苑美
竹造的妻女。
- 牛藏

演出：綾田俊樹
當鋪店主。
- 鶴平

演出：三上市朗
鍛鑄工匠。
- 伊平次

演出：玉置玲央
鍛鑄工匠，光秀的舊識。
- 彌平

演出：菟田高城
游商。
- 留吉

演出：濱津隆之
茶販。
- 末吉／平太／太助

演出：松川大祐／城築／久保田武人
黔民。
- 五十次

演出：鈴木一功
布商。
- 平吉

演出：込江大牙
貧童。
- 辰吾郎

演出：加藤啟
吉的異父弟兼耳目。

## 幕後人員
- 編劇：池端俊策（日语：池端俊策）、前川洋一（日语：前川洋一）、河本瑞貴（日语：河本瑞貴）、岩本真耶
- 音樂：約翰・葛拉翰（英语：John R. Graham (composer)）
- 片頭音樂演奏：NHK交響樂團
- 片頭音樂指揮：廣上淳一（日语：広上淳一）
- 太鼓演奏：林英哲（日语：林英哲）
- 旁白：市川海老藏
- 題字：中塚翠濤（日语：中塚翠涛）
- 片頭影像：多田琢、井口弘一、稻垣護
- 主視覺設計、海報攝影：奧山由之
- 製作統籌：落合將、藤並英樹
- 製作人：中野亮平、佐佐木享
- 音樂製作人：備耕庸
- 導演：大原拓、藤並英樹、一色隆司、佐佐木善春、深川貴志
- 編成：岡本幸江、矢田直之、綠川千華子、笠井淳史
- 採訪：菅將仁
- 時代考證：小和田哲男（日语：小和田哲男）、小和田泰經（日语：小和田泰経）
- 風俗考證：佐多芳彥
- 建築考證：三浦正幸（日语：三浦正幸）
- 醫事考證：星野卓之
- 古文書考證：大石泰史
- 衣裝設計：黑澤和子（日语：黒澤和子）
- 特殊化妝：江川悦子（日语：江川悦子）
- 所作指導：花柳壽樂（日语：花柳寿楽 (3代目)）
- 藝能指導：友吉鶴心
- 殺陣武術指導：久世浩
- 馬術指導：田中光法
- 庭園指導：北山安夫（日语：北山安夫）
- 鐵砲指導：廣瀨一實
- 華道・茶道・料理指導：井関宗脩
- 書道指導：金敷駸房
- 水墨畫指導：川瀨伊人
- 佛事指導：濱島典彥、細川晉輔、近松譽、長澤昌幸、夛川良俊、末廣正榮
- 兵法指導：木崎俊造、家村和幸
- 抓子兒（日语：お手玉）指導：黏土大介（日语：ねんど大介）
- 賭博・雙六指導：伊藤拓馬
- 貝合（日语：貝合わせ）指導：生越仁子
- 蹴鞠指導：上田弘、高野健次
- 鍛冶指導：草野武
- 圍棋指導：田尻悠人（日语：田尻悠人）、奧田彩（日语：奥田あや）
- 將棋指導：堀口弘治（日语：堀口弘治）
- 走鋼索指導：
- 特技指導：青木哲也（日语：青木哲也）
- 鼓指導：田中傳一郎、望月左太壽郎
- 卜易指導：奈良場勝
- 基督教指導：川村信三
- 竿釣指導：松林真弘
- 駕船指導：千葉清次郎

## 紀行
- 旁白：桑子真帆
- 歌：堀澤麻衣子（日语：堀澤麻衣子）
- 烏克麗麗演奏：傑克・島袋
- 小提琴演奏：川井郁子（日语：川井郁子）

## 播出日程及收視率
- 紅色字標示的為劇集播放至今關東及關西地區收視率最高值，藍色字標示的為最低值。

| 集數                                                         | 播放日期       | 標題                  | 導演            | 紀行                                                                           | 收視率 |
| ------------------------------------------------------------ | -------------- | --------------------- | --------------- | ------------------------------------------------------------------------------ | ------ |
| 1                                                            | 2020年1月19日  | 光秀、西行 （光秀、西へ）       | 大原拓          | 明智城跡（岐阜縣可兒市）                                                       | 19.1%  |
| 2                                                            | 2020年1月26日  | 道三的陷阱 （道三の罠）       | 大原拓          | 稻葉山城（岐阜縣岐阜市）                                                       | 17.9%  |
| 3                                                            | 2020年2月2日   | 美濃之國 （美濃の国）         | 大原拓          | 土岐氏一日市場館跡（岐阜縣瑞浪市） 枝廣館跡（岐阜縣岐阜市）                    | 16.1%  |
| 4                                                            | 2020年2月9日   | 尾張潛入命令 （尾張潜入指令）     | 藤並英樹        | 津島神社（愛知縣津島市） 古渡城跡（愛知縣名古屋市） 東別院（愛知縣名古屋市）   | 13.5%  |
| 5                                                            | 2020年2月16日  | 探訪伊平次 （伊平次を探せ）       | 藤並英樹        | 國友町（滋賀縣長濱市）                                                         | 13.2%  |
| 6                                                            | 2020年2月23日  | 三好長慶襲撃計畫 （三好長慶襲撃計画） | 大原拓          | 花之御所石徑遺址（京都府京都市） 越水城跡（兵庫縣西宮市）                      | 13.8%  |
| 7                                                            | 2020年3月1日   | 歸蝶的意願 （帰蝶の願い）       | 一色隆司        | 熱田神宮（愛知縣名古屋市）                                                     | 15.0%  |
| 8                                                            | 2020年3月8日   | 聯盟的走向 （同盟のゆくえ）       | 大原拓          | 那古野城跡（愛知縣名古屋市）                                                   | 13.7%  |
| 9                                                            | 2020年3月15日  | 信長的失敗 （信長の失敗）       | 佐佐木善春      | 妻木城跡（岐阜縣土岐市）                                                       | 15.0%  |
| 10                                                           | 2020年3月22日  | 孤獨的少主 （ひとりぼっちの若君）       | 一色隆司        | 岡崎城（愛知縣岡崎市） 加藤圖書屋敷跡（愛知縣名古屋市）                        | 16.5%  |
| 11                                                           | 2020年3月29日  | 將軍的眼淚 （将軍の涙）       | 大原拓          | 興聖寺（滋賀縣高島市）                                                         | 14.3%  |
| 12                                                           | 2020年4月5日   | 十兵衛的婚嫁 （十兵衛の嫁）     | 佐佐木善春      | 萬松寺（愛知縣名古屋市）                                                       | 14.6%  |
| 13                                                           | 2020年4月12日  | 歸蝶的計謀 （帰蝶のはかりごと）       | 深川貴志        | 鷺山城跡（岐阜縣岐阜市） 法雲寺（岐阜縣揖斐川町）                              | 15.7%  |
| 14                                                           | 2020年4月19日  | 聖德寺會面 （聖徳寺の会見）       | 大原拓          | 聖德寺跡（愛知縣一宮市） 村木砦跡（愛知縣東浦町）                              | 15.4%  |
| 15                                                           | 2020年4月26日  | 道三非我父 （道三、わが父に非ず）       | 一色隆司        | 臨濟寺（靜岡縣靜岡市）                                                         | 14.9%  |
| 16                                                           | 2020年5月3日   | 大國 （大きな国）             | 一色隆司        | 大桑城跡（岐阜縣山縣市）                                                       | 16.2%  |
| 17                                                           | 2020年5月10日  | 長良川決鬥 （長良川の対決）       | 大原拓          | 常在寺（岐阜縣岐阜市）                                                         | 14.9%  |
| 18                                                           | 2020年5月17日  | 出奔越前 （越前へ）         | 佐佐木善春      | 一乘谷朝倉氏遺跡（福井縣福井市） 稱念寺（福井縣坂井市）                        | 15.1%  |
| 19                                                           | 2020年5月24日  | 暗殺信長 （信長を暗殺せよ）         | 深川貴志        | 清洲城（愛知縣清須市）                                                         | 15.7%  |
| 20                                                           | 2020年5月31日  | 給家康的函書 （家康への文）     | 一色隆司        | 大高城跡（愛知縣名古屋市）                                                     | 15.3%  |
| 21                                                           | 2020年6月7日   | 決戰！桶狹間 （決戦！桶狭間）     | 一色隆司        | 善照寺砦跡（愛知縣名古屋市） 沓掛城址（愛知縣豐明市）                          | 16.3%  |
| 22                                                           | 2020年8月30日  | 京城來的使者 （京よりの使者）     | 大原拓          | 興福寺（奈良縣奈良市）                                                         | 14.6%  |
| 23                                                           | 2020年9月13日  | 義輝、夏末終至 （義輝、夏の終わりに）   | 佐佐木善春      | 小牧山城（愛知縣小牧市）                                                       | 13.4%  |
| 24                                                           | 2020年9月20日  | 將軍的器量 （将軍の器）       | 佐佐木善春      | 公方屋敷跡（滋賀縣甲賀市） 矢島御所跡（滋賀縣守山市）                          | 13.1%  |
| 25                                                           | 2020年9月27日  | 移翅的螞蟻 （羽運ぶ蟻）       | 深川貴志        | 織田信長公居館跡（岐阜縣岐阜市）                                               | 12.9%  |
| 26                                                           | 2020年10月4日  | 三淵的詭計 （三淵の奸計）       | 深川貴志        | 御所・安養寺跡（福井縣福井市）                                                 | 13.0%  |
| 27                                                           | 2020年10月11日 | 宗久的承諾 （宗久の約束）       | 一色隆司        | 開口神社（大阪府堺市）                                                         | 13.0%  |
| 28                                                           | 2020年10月18日 | 嶄新的幕府 （新しき幕府）       | 大原拓          | 舊二條城復原石垣（京都府京都市）                                               | 12.5%  |
| 29                                                           | 2020年10月25日 | 攝津晴門的策劃 （摂津晴門の計略）   | 大原拓          | 近衛邸跡（京都府京都市） 興禪寺（兵庫縣丹波市）                                | 13.2%  |
| 30                                                           | 2020年11月1日  | 討伐朝倉義景 （朝倉義景を討て）     | 佐佐木善春      | 妙覺寺（京都府京都市）                                                         | 11.9%  |
| 31                                                           | 2020年11月8日  | 信長遁逃 （逃げよ信長）         | 一色隆司        | 國吉城跡（福井縣美濱町） 金崎城跡（福井縣敦賀市）                              | 13.8%  |
| 32                                                           | 2020年11月15日 | 兩百挺的還擊 （反撃の二百挺）     | 深川貴志        | 姊川古戰場跡（滋賀縣長濱市）                                                   | 13.3%  |
| 33                                                           | 2020年11月22日 | 盤據比叡山的妖怪 （比叡山に棲む魔物） | 一色隆司        | 比叡山延曆寺（滋賀縣大津市）                                                   | 13.1%  |
| 34                                                           | 2020年11月29日 | 焚屠的代價 （焼討ちの代償）       | 佐佐木善春      | 興福寺（奈良縣奈良市） 菅田比賣神社（奈良縣大和郡山市）                        | 13.6%  |
| 35                                                           | 2020年12月6日  | 義昭、茫然若迷 （義昭、まよいの中で）   | 大原拓          | 常泉寺（愛知縣名古屋市） 頭陀寺城跡・松下屋敷跡（靜岡縣濱松市）                | 12.7%  |
| 36                                                           | 2020年12月13日 | 訣別 （訣別）             | 一色隆司        | 坂本城跡（滋賀縣大津市）                                                       | 12.3%  |
| 37                                                           | 2020年12月20日 | 信長公與蘭奢待 （信長公と蘭奢待）   | 深川貴志        | 槙島城跡（京都府宇治市） 枇杷莊天滿宮社（京都府城陽市）                        | 12.2%  |
| 38                                                           | 2020年12月27日 | 攻克丹波命令 （丹波攻略命令）     | 藤並英樹        | 高桐院（京都府京都市）                                                         | 11.5%  |
| 39                                                           | 2021年1月3日   | 痛擊本願寺 （本願寺を叩け）       | 深川貴志        | 西教寺（滋賀縣大津市）                                                         | 11.4%  |
| 40                                                           | 2021年1月10日  | 松永久秀的平蜘蛛 （松永久秀の平蜘蛛） | 大原拓          | 信貴山（奈良縣平群町） 達磨寺（奈良縣王寺町）                                  | 13.6%  |
| 41                                                           | 2021年1月17日  | 攀月之人 （月にのぼる者）         | 佐佐木善春      | 安土城跡（滋賀縣近江八幡市）                                                   | 13.4%  |
| 42                                                           | 2021年1月24日  | 漸遠的心 （離れゆく心）         | 一色隆司        | 有岡城跡（兵庫縣伊丹市）                                                       | 13.8%  |
| 43                                                           | 2021年1月31日  | 暗光之樹 （闇に光る樹）         | 一色隆司        | 八上城跡（兵庫縣丹波篠山市） 福知山城（京都府福知山市）                        | 13.9%  |
| 44                                                           | 2021年2月7日   | 本能寺之變 （本能寺の変）       | 大原拓 一色隆司 | 本能寺（京都府京都市） 勝龍寺城跡（京都府長岡京市） 御靈神社（京都府福知山市） | 18.4%  |
| 平均收視率14.4% （收視率由Video Research於日本關東地區統計） |                |                       |                 |                                                                                |        |

## 總集篇
| 播放日期      | 時間           | 標題               |
| ------------- | -------------- | ------------------ |
| 2021年2月23日 | 13：05～14：00 | 第一章「美濃篇」   |
| 2021年2月23日 | 14：00～15：00 | 第二章「上洛篇」   |
| 2021年2月23日 | 15：05～16：20 | 第三章「新幕府篇」 |
| 2021年2月23日 | 16：20～17：35 | 第四章「本能寺篇」 |

## 獎項
| 年份   | 名稱             | 得獎者              | 結果 |
| ------ | ---------------- | ------------------- | ---- |
| 2021年 | 橋田獎           | 長谷川博己          | 獲獎 |
| 2021年 | 橋田獎           | 池端俊策            | 獲獎 |
| 2021年 | 日刊體育日劇大賞 | 長谷川博己 染谷将太 | 獲獎 |

## 備註
- NHK事先考慮會挪用時段轉播2020年東京奧運及帕拉林匹克運動會，故縮減至44集。[7]（儘管後來都因2019冠狀病毒病疫情影響而延期）
- 因應2019冠狀病毒病染者益增，NHK於2020年4月1日宣布暫停拍攝，俟疫情再斟酌復拍日程。[8]截至4月8日，疫情仍未和緩，NHK又決定延長停拍時限。[9]
- 6月14日起停播[10]，播出以下節目：

| 日期          | 節目                         |
| ------------- | ---------------------------- |
| 2020年6月14日 | 《獨眼龍政宗》精選輯         |
| 2020年6月21日 | 《國盜物語》精選輯           |
| 2020年6月28日 | 《利家與松》精選輯           |
| 2020年7月5日  | 2020年東京都知事選舉開票統計 |
| 2020年7月12日 | 《》精選輯                   |
| 2020年7月19日 | 《達爾文來了！》特別節目     |
| 2020年7月26日 | 演播人員揭露的大河劇後台     |
| 2020年8月2日  | 恐龍超傳說 達爾文來了劇場版  |
| 2020年8月9日  | 本劇名場面特輯：啟程         |
| 2020年8月16日 | 本劇名場面特輯：動亂         |
| 2020年8月23日 | 本劇名場面特輯：驕傲         |

- 6月30日錄影重啟[12]，8月30日復播。[13]
- 9月6日受海神颱風滋擾，停播一次，播出颱風路徑新聞。[14]

## 外部連結
- （日語）官方網站（页面存档备份，存于）
- 麒麟來了的X（前Twitter）
- 麒麟來了的Instagram帳戶

| NHK综合频道 週日20:00 - 20:45                      | NHK综合频道 週日20:00 - 20:45        | NHK综合频道 週日20:00 - 20:45 |
| -------------------------------------------------- | ------------------------------------ | ----------------------------- |
|                                                    | 麒麟來了 （2020.01.19 - 2021.02.07） |                               |
| 韋馱天～東京奧運故事～ （2019.01.06 - 2019.12.15） | 直衝青天 （2021.02.14 - 2021.12.26） |                               |